# Martin Kryštof
Martin Kryštof (né le 11 octobre 1982 dans le quartier de Mostiště, à Velké Meziříčí, alors en Tchécoslovaquie) est un joueur tchèque de volley-ball. Il mesure 1,79 m et joue libero. Il totalise 98 sélections en équipe de République tchèque.

## Clubs
| Club                     | De        | À         |
| ------------------------ | --------- | --------- |
| VO Příbram               | 2000-2001 | 2003-2004 |
| VK Dukla Liberec         | 2004-2005 | 2007-2008 |
| Berlin Recycling Volleys | 2008-2009 | ...       |

## Palmarès

### Club et équipe nationale
- Championnat d'Allemagne (3)
  - Vainqueur : 2012, 2013, 2014
  - Finaliste : 2011
- Championnat de République tchèque
  - Finaliste : 2004, 2007
- Coupe de République tchèque (2)
  - Vainqueur : 2006, 2008

### Distinctions individuelles
- Meilleur libero du Final Four de la Challenge Cup 2010